# 偉和地產投資
偉和地產投資有限公司，簡稱偉和地產投資，以及偉和地產（英語：Wei Woo Estates and Investments Limited，港交所除牌時0227.HK），在1964年以「偉和有限公司」成立，同時在1972年8月24日，在香港交易所主板上市，當時經營物業開發等。
1973年，被大眾銀行收購，更名為大眾國際投資有限公司。但在1993年，更名為第一上海投資有限公司至今。

## 連結
- FirstShanghai.com.hk（页面存档备份，存于）